# Stone Cold Crazy
Stone Cold Crazy è un brano della band rock britannica dei Queen, pubblicato nel 1974 all'interno dell'album Sheer Heart Attack.

## Descrizione
Composto da Freddie Mercury nel 1970 per la band alla quale allora apparteneva, i Wreckage, Stone Cold Crazy è considerato da alcuni critici come uno dei brani precursori dello speed metal e del thrash metal. Il brano, proposto dalla band in quasi tutti i suoi concerti nei primi anni della loro carriera, è stato pubblicato come singolo quindici anni dopo la pubblicazione, nel 1989, come lato B del singolo The Miracle. Per l'occasione è stata pubblicata la versione live proposta durante un concerto tenuto nel 1974 al Rainbow Theatre. Brian May nel DVD compreso nel Queen Rock Montreal, uscito nel 2007, dice "la canzone fu composta da Freddie con una chitarra elettrica".

## Formazione
- Freddie Mercury - voce, cori
- Brian May - chitarra elettrica, cori
- John Deacon - basso
- Roger Taylor - batteria, cori

## Versione dei Metallica
Nel 1990 i Metallica realizzarono una cover della canzone, inizialmente inclusa in una compilation pubblicata in occasione del quarantesimo anniversario della fondazione dell'etichetta Elektra Records. Successivamente il brano è stato incluso come lato B del singolo Enter Sandman, e poi all'interno dell'album di cover Garage Inc.. Il brano  ha vinto il premio Grammy Award alla miglior interpretazione metal nel 1991.
James Hetfield cantò Stone Cold Crazy insieme ai Queen e a Tony Iommi dei Black Sabbath al Freddie Mercury Tribute Concert.

### Formazione
Gruppo
- James Hetfield - chitarra ritmica, voce
- Kirk Hammett - chitarra solista
- Jason Newsted - basso
- Lars Ulrich - batteria

## Curiosità e riconoscimenti
- Stone Cold Crazy nel 2009 è stata inserita al 38º posto nella VH1's 100 Greatest Hard Rock Songs, ossia la classifica delle 100 migliori canzoni hard rock di sempre stilata da VH1.[3]
- Stone Cold Crazy compare nei videogiochi Rock Revolution e Guitar Hero: Metallica.
- Nel disco Killer Queen: A Tribute to Queen è presente una cover di Stone Cold Crazy cantata dagli Eleven e da Josh Homme, l'attuale leader dei Queens of the Stone Age.